# Tropasteron pseudomagnum
Tropasteron pseudomagnum là một loài nhện trong họ Zodariidae.
Loài này thuộc chi Tropasteron. Tropasteron pseudomagnum được B.C.Baehr miêu tả năm 2003.